# Armançon
Der Armançon ist ein Fluss in Frankreich, der in der Region Bourgogne-Franche-Comté verläuft. Er entspringt im Gemeindegebiet von Meilly-sur-Rouvres, entwässert generell in nordwestlicher Richtung und mündet nach rund 202  Kilometern an der Gemeindegrenze von Migennes und Cheny als rechter Nebenfluss in die Yonne. Auf seinem Weg durchquert der Armançon die Départements Côte-d’Or sowie Yonne und berührt oberhalb von Flogny-la-Chapelle auf einer Länge von etwa einem Kilometer das Département Aube in der benachbarten Region Grand Est. 
Im Ober- und Unterlauf begleitet der Armançon den Canal de Bourgogne (deutsch: Burgund-Kanal), nur im Mittelteil wechselt der Kanal ins Tal der Brenne.

## Geschichte
Die Schlacht am Armançon war ein Reitergefecht zwischen Julius Caesars germanischer Kavallerie und der Kavallerie des Vercingetorix im Spätsommer 52 v. Chr. am Fluss Armançon im Zuge des gallischen Aufstandes unter Vercingetorix.
Die von Caesar angeheuerte germanische Kavallerie konnte dabei die gallische Reiterei zurücktreiben. Um nicht von den Römern eingekreist zu werden, zog sich Vercingetorix 14 km nach Alesia zurück, wo Caesar in nur sechs Wochen einen 15 km langen Belagerungsring um Alesia schloss und zusätzlich einen 21 km langen Verteidigungsring gegen die heranrückenden vereinigten Armeen (etwa 70.000 Mann) der Gallier bauen ließ. In der anschließenden Schlacht um Alesia gewannen die Römer die Oberherrschaft über Gallien.

## Orte am Fluss
- Thoisy-le-Désert
- Semur-en-Auxois
- Tonnerre
- Flogny-la-Chapelle
- Saint-Florentin
- Brienon-sur-Armançon
- Cheny
- Migennes